# غالدو تادينو
غالدو تادينو (بالإيطالية: Gualdo Tadino)‏ هي بلدية في مقاطعة بيرودجا في إقليم أومبريا في إيطاليا.

## السكان
في سنة 1861 بلغ عدد السكان 7٬427 نسمة، وتطور العدد ليصل في سنة 2011 لـ 15٬453 نسمة.
يظهر هذا المخطط البياني تطور النمو السكاني لـ غالدو تادينو

## توأمة
لغالدو تادينو اتفاقيات توأمة مع كل من:
- Audun-le-Tiche [الإنجليزية]‏
- West Pittston, Pennsylvania [الإنجليزية]‏
- برا

## أعلام
- باولو بيلوكي
- أدولفو ليوني
- توتيلا